# Jan Evangelista Purkyně
Jan Evangelista Purkyně ―también escrito Johannes Evangelista Purkinje; 
pronunciación en checo: /ˈjan ˈɛvaŋɡɛˌlɪsta ˈpurkɪɲɛ/ (escucharⓘ)
― (ciudad de Libochovice, región de Bohemia, Imperio austríaco, 17/18 de diciembre de 1787 - Praga, 28 de julio de 1869) fue un anatomista, fisiólogo y botánico checo, principalmente conocido en el área de la biología. Tal era su fama en su época que cuando alguien quería escribirle una carta desde fuera de Europa, bastaba con que anotaran su domicilio en el sobre como "Purkyně, Europa".

## Biografía
Purkyně nació en la pequeña ciudad de Libochovice, perteneciente en ese entonces al imperio austriaco, 64 km al noroeste de Praga (Bohemia). Después de terminar el bachillerato en 1804, se unió a la orden de los piaristas como monje, pero la abandonó poco después "para dedicarse más libremente a la ciencia". En 1819 se graduó con un título en medicina en la Universidad de Praga, donde ejerció luego como profesor de fisiología tras terminar su tesis doctoral. En 1823 fue nombrado profesor de fisiología y patología en la Universidad de Breslavia. Trabajando en esa universidad, descubrió el efecto Purkinie, según el cual cuando la intensidad de la luz disminuye, los objetos rojos parecen perder intensidad más rápido que los objetos azules con el mismo brillo.
Publicó dos volúmenes: Observaciones y experimentos sobre la psicología de los sentidos y Contribuciones al conocimiento de la visión desde un punto de vista subjetivo, con los que contribuyó grandemente a la neurología.[cita requerida]
En 1839 creó el primer Departamento de Fisiología en la Universidad de Breslau (en Prusia), y en 1842, el primer laboratorio oficial de fisiología.[cita requerida]
En 1825 describió un efecto visual por el cual a medida que se reduce la energía lumínica y las células visuales cambian de visión fotópica a escotópica, se modifica la brillantez relativa de distintos colores, fenómeno que hoy se conoce como desviación de Purkinie.
Es más conocido por su descubrimiento de 1837 de las células de Purkinie, grandes neuronas con muchas ramificaciones de dendritas encontradas en el cerebelo.[cita requerida]
También se le conoce por su descubrimiento en 1839 de las fibras de Purkinie que, al conformar un tejido fibroso, conducen los impulsos eléctricos del nódulo auriculoventricular a todas partes de los ventrículos del corazón. Otros descubrimientos incluyen las imágenes de Purkinie, que son un reflejo de objetos de las estructuras del ojo, y el efecto Purkinie. También introdujo los términos plasma sanguíneo y protoplasma.[cita requerida]
Purkyně fue el primero en utilizar un microtomo para realizar delgados cortes de tejidos para la observación microscópica y fue uno de los primeros en utilizar una versión mejorada del microscopio compuesto.[cita requerida]
Describió los efectos del alcanfor, del opio, de la belladona y de la trementina en los seres humanos en 1829, descubrió las glándulas sudoríparas en 1833 y publicó una tesis que reconocía nueve grupos de configuraciones principales de huellas dactilares en 1823. También hizo experimentos con la nuez moscada: ese mismo año, se tomó tres nueces molidas con un vaso de vino y tuvo dolores de cabeza, náusea, euforia y alucinaciones durante varios días (descripción de lo que hoy llamaríamos "un exceso de nuez moscada"). Purkyně fue también el primero en describir e ilustrar en 1838 el pigmento intracitoplásmico neuromelanina en la substantia nigra. También se le acredita haber inventado el compressorium, un microscopio accesorio para aplicar presión controlada a las muestras analizadas.
Purkyně reconoció la importancia del trabajo de Eadweard Muybridge y construyó su propia versión del estroboscopio, al que llamó forolyt.
Murió en 1869 y fue enterrado en el Cementerio Nacional Checo en Vyšehrad, Praga.

## Obra
- Beiträge zur Kenntnis des Sehens in subjektiver Hinsicht ["Contribuciones al conocimiento de la visión desde un punto de vista subjetivo"] (1819-1825)

- Beobachtungen und Versuche zur Psychologie der Sinne ["Observaciones y experimentos sobre la psicología de los sentidos"] (1823-1826)

## Reconocimientos y eponimia
La Universidad Masaryk en Brno, República Checa, llevó su nombre entre 1960 y 1990, al igual que la academia militar médica en Hradec Kralové entre 1994 y 2004. La Universidad de Ústí nad Labem (ciudad checa 41 km al norte de Libochovice, su ciudad natal) lleva su nombre: "Jan Evangelista Purkyně University in Ústí nad Labem".[cita requerida]
El cráter lunar Purkyně fue nombrado en honor a él, así como el asteroide  (3701) Purkyně.
- La abreviatura «Purkinje» se emplea para indicar a Jan Evangelista Purkyně como autoridad en la descripción y clasificación científica de los vegetales.[17]